# Calpis (cerámica)

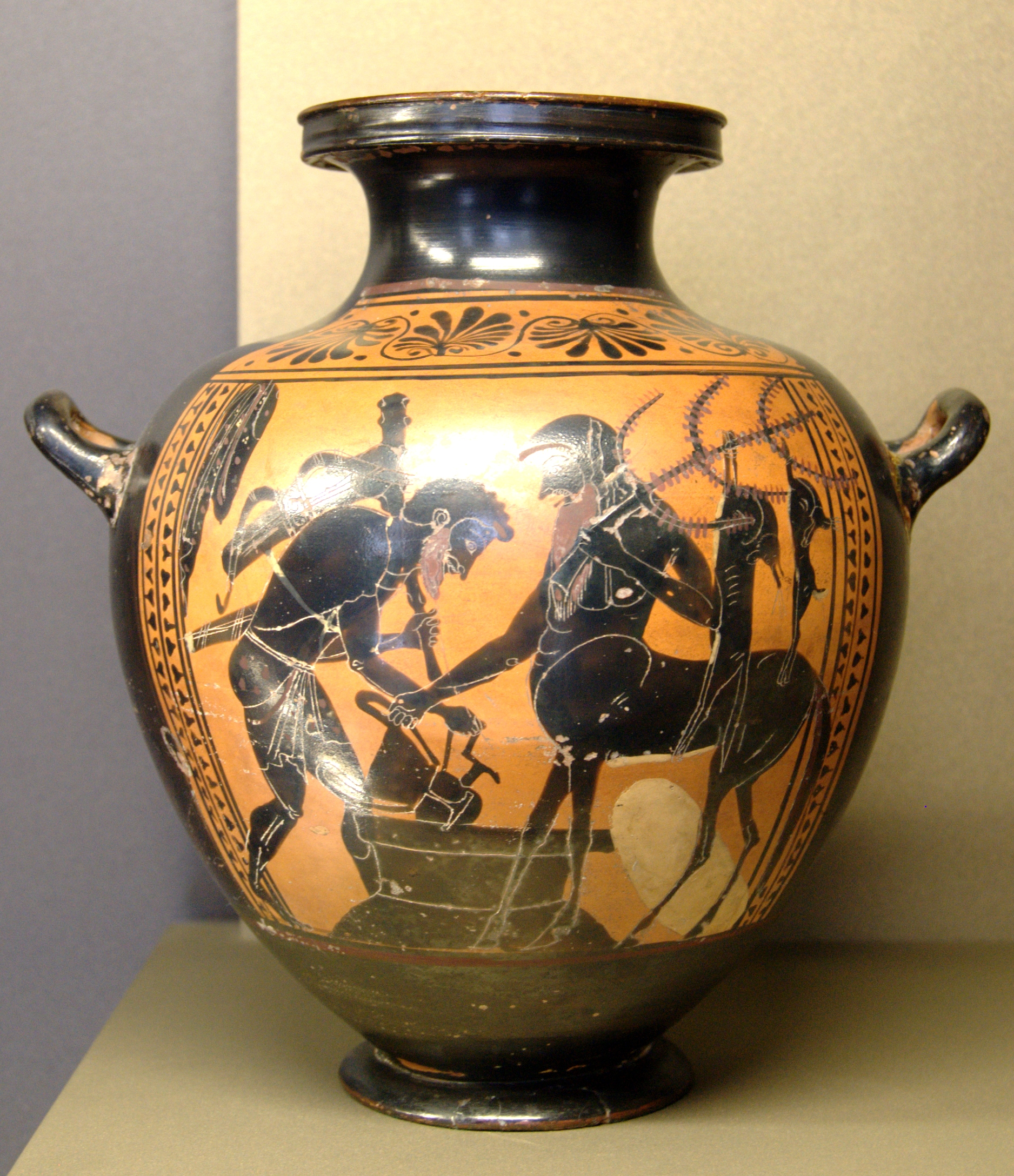
Calpis ática de figuras negras que representa a Heracles con Folo. Museo del Louvre MNE940.

El calpis o cálpide (en griego: κάλπις kálpis ‘cántaro’) era un vaso griego usado para almacenar agua. A veces se le ha considerado sinónimo de la hidria, y el  propio dramaturgo ateniense Aristófanes habla de este vaso como si su función fuese la misma que la de la hidria. Los especialistas, en cambio, han optado por la diferenciación al considerar al calpis una modificación de la hidria con un cuerpo más globular, cuello corto y asa cilíndricas. La distinción es por tanto meramente convencional.
Es un tipo de vaso muy antiguo mencionado tanto por Homero como por Píndaro. Además de su función principal también se prestaba a  ser urna funeraria, a conservar ungüentos, recoger votos y hacer sorteos.